# Julius Sang
Julius Sang (Kapsabet, 30 giugno 1946 – Eldoret, 9 aprile 2004) è stato un velocista keniota.

## Biografia
Nel 1968 prese parte ai Giochi olimpici di Città del Messico dove fu eliminato nelle fasi di qualificazione sia nei 100 che nei 200 metri piani. Ebbe invece maggiore successo nel 1972 quando, ai Giochi di Monaco di Baviera conquistò la medaglia di bronzo nei 400 metri piani e quella d'oro nella staffetta 4×400 metri insieme ai connazionali Charles Asati, Munyoro Nyamau e Robert Ouko.
Sang era sposato con la velocista Tekla Chemabwai. Morì nel 2004 all'età di 57 anni.

## Palmarès
| Anno | Manifestazione  | Sede              | Evento                | Risultato     | Prestazione | Note                          |
| ---- | --------------- | ----------------- | --------------------- | ------------- | ----------- | ----------------------------- |
| 1968 | Giochi olimpici | Città del Messico | 100 metri piani       | elim. qualif. | 10"6        |                               |
| 1968 | Giochi olimpici | Città del Messico | 200 metri piani       | elim. qualif. | 21"0        |                               |
| 1972 | Giochi olimpici | Monaco di Baviera | 400 metri piani       | Bronzo        | 44"92       | Miglior prestazione personale |
| 1972 | Giochi olimpici | Monaco di Baviera | Staffetta 4×400 metri | Oro           | 2'59"83     |                               |